# Rechung Phug

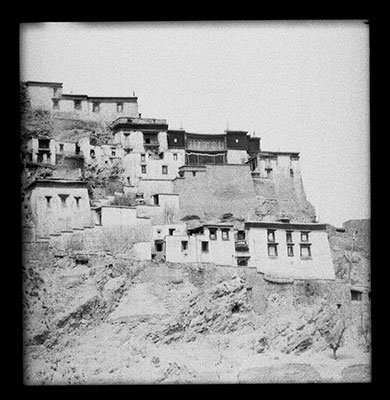
Rechnung Puk

Das Kloster Rechung Phug (tib. Ras chung phug) oder Rechung-Kloster ist ein Kloster der Kagyü-Schule des tibetischen Buddhismus. Die Stätte Rechung Phug war Retreat des berühmten Milarepa-Schülers Rechung Dorje Dragpa (ras chung rdo rje grags pa, 1085–1161).
Es liegt im unteren Yarlung-Tal im Kreis Nêdong (Nedong) des Regierungsbezirks Shannan im Autonomen Gebiet Tibet in der Volksrepublik China.